# Římskokatolická farnost Brtníky
Římskokatolická farnost Brtníky (lat. Zeidlerium) je církevní správní jednotka sdružující římské katolíky na území vesnice Brtníky a v jejím okolí. Organizačně spadá do děčínského vikariátu, který je jedním z 10 vikariátů litoměřické diecéze.

## Historie farnosti
Tzv. stará farnost je zmiňována již před reformací. Od roku 1675 byly v lokalitě vedeny matriky. Znovu byla kanonicky zřízena v roce 1716.

### Duchovní správcové vedoucí farnost
Začátek působnosti jmenovaného v duchovní správě farnosti od roku:
- 1713 proto-par. (prvo-farář) Joann. Christoph. Donath
- 1742 Josef Ignat. Jäger
- 1766 Josef Anton. Kühnel
- 1784 Josef Endler, † 26.1.1789
- 1790 Josef Rassak
- 1795 Joan. Jos. Knoth
- 1816 chybí katalog
- 1817 Josef Scheer, nar. 28. 2. 1784 Lípa, o. 29. 12. 1806, † 25. 5. 1842
- 1843 Franc. Hocke, nar. 16. 7. 1796 Mastířovice, o. 24. 8. 1821, † 2. 7. 1869
- 1858 Ign. Fischer, nar. 22. 10. 1806 Presnic., o. 5. 8. 1831, † 2. 3. 1872
- 1873 Josef Miller, nar. 25. 10. 1827 Šenov, o. 2. 7. 1851
- 1877 par. vacat, admin. int.[p 2] Ed. Klemt, † 29. 5. 1915 Jiříkov
- 1878 Alois. May, nar. 21. 3. 1831 Vorwerk, o. 25. 7. 1856, † 23. 3. 1899
- 1900 Josef Habel, nar. 19. 8. 1864, o. 25. 3. 1888
- 1907 Augustin Jakob, nar. 12. 7. 1870, o. 17. 6. 1894
- 1910 Josef Walter, nar. 7. 8. 1880 Nová Ves v Hor., o. 12. 7. 1903, † 10. 3. 1940
- 1919 Antonín Maier, nar. 15. 9. 1887 Springenberg, o. 17. 7. 1910
- k 1. 10. 1946 Jan Onderka
- 22. 5. 1950 Augustin Šembera
- 20. 2. 1951 Jaroslav Dostálek
- 13. 10. 1952 Bohuslav Čálek
- 9. 3. 1955 Alois Frajt, nar. 19. 9. 1909, † 28. 7. 1978
- 15. 3. 1965 Josef Dobiáš
- 1. 10. 1974 Ladislav Vybíral, nar. 26. 6. 1923, o. 5. 6. 1947, † 28. 9. 1986
- 1. 7. 1982 Karel Efrém Kovařík OFM, nar. 16. 4. 1924, o. 29. 6. 1949, † 19. 4. 1993
- 1. 6. 1985 František Jirásek admin. exc. z Krásné Lípy
- 1. 7. 1988 Jan Fexa admin. exc. z Rumburku
- 1. 11. 1992 Josef Kujan SDB
- 1. 7. 2003 Pavel Kadlečík SDB, admin. exc. z Rumburku
- 1. 9. 2017 Josef Kujan SDB, admin. exc. z Rumburku[3]

Kromě kněží stojících v čele farnosti, působili ve farnosti v průběhu její historie i jiní kněží. Většinou pracovali jako farní vikáři, kaplani, katecheté, výpomocní duchovní aj.

### Kněží rodáci
- Antonín Alois Weber (1877-1948) – 16. litoměřický biskup

## Území farnosti
Do farnosti náleží území těchto obcí:
- Brtníky (Zeidler[p 3])
- Kopec (Hemmehübel[p 3])
- Panský (Herrenwalde[p 3])
- Vlčí Hora (Wolfsberg[p 3])

## Římskokatolické sakrální stavby na území farnosti
| | Fotografie | Stavba                             | Místo     | Bohoslužby                      | Zeměpisné souřadnice             | Status                  |
| Kaple | Kaple      | Kaple                              | Kaple     | Kaple                           | Kaple                            | Kaple                   |
| --- | ---------- | ---------------------------------- | --------- | ------------------------------- | -------------------------------- | ----------------------- |
| 1. |            | Kaple Nejsvětější Trojice          | Brtníky   | bohoslužby příležitostně        | 50°56′53″ s. š., 14°26′50″ v. d. | kaple                   |
| 2. |            | Kaple Božího hrobu                 | Brtníky   | bohoslužby příležitostně        | 50°56′53″ s. š., 14°26′51″ v. d. | kaple                   |
| 3. |            | Hřbitovní kaple                    | Brtníky   | bohoslužby příležitostně        | 50°56′56″ s. š., 14°26′21″ v. d. | hřbitovní kaple         |
| 4. |            | Kaple Panny Marie                  | Kopec     | bližší informace o bohoslužbách | 50°56′50″ s. š., 14°25′29″ v. d. | kaple                   |
| 5. |            | Kaple Panny Marie Karmelské        | Vlčí Hora | bližší informace o bohoslužbách | 50°55′57″ s. š., 14°27′49″ v. d. | obecní kaple            |
| Zaniklé sakrální stavby |            |                                    |           |                                 |                                  |                         |
| 6. |            | Kostel svatého Martina             | Brtníky   | nelze sloužit                   | 50°56′54″ s. š., 14°26′28″ v. d. | zbořený farní kostel    |
| 7. |            | Kaple svatého Kříže                | Brtníky   | nelze sloužit                   | 50°56′12″ s. š., 14°25′52″ v. d. | zbořená zámecká kaple   |
| 8. |            | Stará hřbitovní kaple              | Brtníky   | nelze sloužit                   | 50°56′55″ s. š., 14°26′27″ v. d. | zbořená hřbitovní kaple |
| 9. |            | Kaple svatého Antonína Paduánského | Vlčí Hora | nelze sloužit                   | 50°56′14″ s. š., 14°27′10″ v. d. | zbořená kaple           |
| Některé drobné sakrální stavby a pamětihodnosti lze dohledat zde v databázi Drobné sakrální památky Zaniklé sakrální stavby lze dohledat zde v databázi Poškozené a zničené kostely, kaple a synagogy v České republice |            |                                    |           |                                 |                                  |                         |

Ve farnosti se mohou nacházet i další drobné sakrální stavby, místa římskokatolického kultu a pamětihodnosti, které neobsahuje tato tabulka.

## Příslušnost k farnímu obvodu
Z důvodu efektivity duchovní správy byl vytvořen farní obvod (kolatura) farnosti-děkanství Rumburk, jehož součástí je i farnost Brtníky, která je tak spravována excurrendo. Přehled těchto kolatur je v tabulce farních obvodů děčínského vikariátu.